# Лале Андерсен
Лале Андерсен (Лехе, 23. март 1905 – Беч, 29. август 1972) била је Немачка певачица шансона, кантауторка и глумица. Најпознатија је по оригиналној интерпретацији песме Лили Марлен, из 1939. године, која је после окупације Краљевине Југославије 1941. постала највећи међународни хит, како код војника сила Осовине, тако и код савезничких војника. Оригинална верзија, коју је отпевала Лале Андерсен, до краја рата препевана је на скоро све европске језике, а изводили су је неки од најпопуларнијих певача тог времена у својим земљама. Током наредних деценија снимљено више од 200 верзија ове песме, отпевана је на 48 језика и инспирисала 39 филмова и ТВ емисија. Један од првих препева настао је у Београду 1941. године, а песму је извела анонимна певачица.
Као кантауторка, Лале Андерсен често је своје текстове потписивала псеудонимом Никола Вилке.

## Детињство и младост
Лале Андерсен рођена је као Елизабет Шарлота Хелена Берта Буненберг у немачком граду Лехе (данас Бремерхафен. Породица и пријатељи звали су је надимком Лиз-Лот (као деминутив њена прва два имена), што ће постати један од њених псеудонима - Лизлот Вилке, који је користила и у периоду после развода од свог првог мужа, Паула Ернста Вилкеа.
Године 1922, са само 17 година, удала се за немачког сликара импресионисту Паула Ернста Вилкеа (1894-1971), са ким је добила троје деце: Бјорна, Кармен-Литу, и Михаела. Најмлађи син, Михаел Вилке (1929-2017) такође је у Немачкој остварио запажену музичку каријеру. Убрзо након рођења најмлађег детета, њихов брак распао и они су се растали.

## Позоришна каријера
Остављајући децу на бригу својој сестри Текли и брату Хелмуту, Лале се у октобру 1929. преселила у Берлин, где је, наводно, студирала глуму у Драмској школи (Schauspielschule) у Дојч Театру (Deutsches Theater). Од Паула се званично развела 1931. године, Отприлике у исто време када је она почела да се појављују на сценама различитих кабареа у Берлину. Од 1933. до 1937. године наступала је у позоришту Schauspielhaus у Цириху, где је упознала швајцарског композитора Ролфа Либермана, са којим је остала у блиским пријатељским односима до краја живота. Године 1938. кратко време наступала је у минхенском кабареу Simpl, али се убрзо придружила престижном берлинском позоришту Kabarett der Komiker (кабаре комедије).

## Музичка каријера
У позоришту Kabarett der Komiker Лале је упознала композитора Норберта Шулца, који је писао је музику за филм, рекламе, али и корачнице по наруџбини нацистичког режима. Шулц је компоновао и музику на стихове песме „Девојка испод фењера” о војничкој чежњи за девојком, до тада мало познатог немечког песника Ханса Леипа. Песма је компонована за другог певача, али ју је он понудио младој Лале и она је прихватила понуду. Прву верзију снимила је 1938, али верзија која је стекла велику популарност настала је 1939. Певачица је ушла у берлински студио Електрола 31. јула 1939. и за два дана снимила песму уз пратњу војничког хора и оркестра. Плоча је издата 2. августа 1939, месец дана пре немачког напада на Пољску. Била је то сентиментална, дефетистичка, љубавна песма без много успеха и до 1941. године продала се у једва 700 примерака. Била је то касније чувена песма "Лили Марлен".

### Ратне године и успех песме"Лили Марлен"
Песма "Лили Марлен" постала је хит када је Војнички радио Београд (Soldatensender), радио-станица немачких окупационих снага у окупираној Југославији, почела са њеним емитовањем. Радио станица Војнички радио Београд је имала свега шездесетак грамофонских плоча, што је било недовољно за полудневно емитовање. Зато се немачки поручник Карл Хајнц Рајнтген, добио је задатак да организује емитовање радио-програма за немачке војнике широм Европе, обратио државном нацистичком Рајсхрадиу у Бечу, одакле су послата два пакета отписаних плоча. Међу шкартом који је стигао била је и плоча са „Песмом младог војника на стражи“. Песма је емитована преко радио-предајника Радио Београда, који је био довољно моћан да се могао чути широм Европе и Медитерана, све до обала северне Африке и убрзо је постала популарна код немачких војника, али и код савезничких трупа.
Лале Андерсен је британска музичка кућа His Masters Voice наградила 1941. године Златним диском за милионити продати примерак плоче са песмом "Лили Марлен". Дуго се мислило да јој је награда уручена по завршетку Другог светског рата. Међутим, у време реновирања њихове најпознатије продавнице у Улици Оксфорд у Лондону, 60-их година 20. века, диск је  био бачен. Касније је обновљен и сада се налази у једној приватној колекцији.

### Однос нацистичких власти према Лале Андерсен
Нацистички званичници нису одобравали ову песму и забрањено је њено емитовање на радију. Роџер Тиди у књизи "Хитлеров радио рат" тврди да је немачки министар пропаганде Јозеф Гебелс мрзео песму „Лили Марлен”. Према истом извору, Ханс Ханке, секретар за радијски програм у Гебелсовом министарству, песму је описао као „дефетистичко цвркутање које води ка подривању борбеног духа немачких војника”. Зато је Гебелс натерао Лале да у јуну 1942. сними нову верзију у којој се у позадини чују војнички бубњеви. По његовом налогу песму је отпевала и на енглеском.
Касније исте године Гестапо је пресрео преписку Лале Андерсен са композитором Ролфом Либерманом, Швајцарцем Јеврејског порекла, њеним дугогодишњим пријатељем кога је молила да јој помогне у бекству из Трећег рајха. По Гебелсовом наређењу она је уклоњена из јавног живота. Више није певала, нису објављивани текстови о њој, нити њене слике. Отказан је и пут за Београд где је требало да гостује поводом прве годишњице Војничког радија Београд. У кућни притвор је стављена 16. септембра 1942. и у њему је била девет месеци, када је чак покушала и самоубиство.
После нестанка Лале Андерсен из јавног живота, Би-Би-Си је у програму на немачком језику, уз песму „Лили Марлен” јављао да је певачица убијена у концентрационом логору. Како би доказао да и савезници лажу, Гебелс ју је у мају 1943. ослободио, али уз неколико услова: да јавно не изводи „Лили Марлен”, да је увек доступна такозваном „Пропаганда-џез одељењу” Гебелсовог министарства и да се два пута недељно јавља у Гестапо. Ипак, Лили Андерсен је била толико популарна да су нацистичке власти морале да јој дозволе да поново наступа. Песма „Лили Марлен” је враћена у програм Војничког радија Београд 18. августа 1941. и емитована свакога дана, све до 13. октобра 1944. када су почеле борбе за ослобођење Београда.
У преосталим годинама рата, Лале Андерсен је добила мању улогу у једном пропагандном филму, у коме је певала неколико пропагандних песама на енглеском језику. Непосредно пред крај рата, Лале се повукла на Лангеог, мало острво уз немачку обалу Северног мора.

### Каријера после завршетка Другог светског рата
После рата Лале Андерсен је нестала са музичке сцене. Године 1949. се удала за швајцарског композитора Артура Бојла (Artur Beul). Три године касније, 1952, враћа се на сцену са песмом "Die blaue Nacht am Hafen" ("Плава ноћ у луци"), за коју је сама написала текст. Godine 1959. имала је још један велики хит у Немачкој, "Ein Schiff wird kommen…" ("Брод ће доћи…"), немачку верзију насловне песме из филма "Никад недељом" ("Never on Sunday"). Наслов оригиналне песме је Ta pedia tou Pirea и у оригиналу на грчком језику у филму ју је отпевала Мелина Меркури. За обе ове песме у Немачкој је освојила Златни албум.
На избору за немачког представника на такмичењу за Песму Евровизије 1958. није изабрана, али је учествовала на Песми Евровизије 1961. са песмом "Einmal sehen wir uns wieder" ("Једном ћемо се поново срести"), са којом је освојила 13. место, добивши три поена. Тада је имала 56 година и више од 45 година држала је рекорд као најстарији учесник Евровизије. Превазишао ју је 2008. године 75-тогодишњи хрватски забављач Ладислав Деметерфи, алиас "75 Cents", који је те године представљао Хрватску као члан групе Краљеви улице.
Током 1960-их година одржавала је концерте по Европи, Сједињеним Америчким Државама и Канади, све до опроштајне турнеје Збогом сећања (Goodbye memories), 1967. године. Две године касније објавила је књигу "Wie werde ich Haifisch? – Ein heiterer Ratgeber für alle, die Schlager singen, texten oder komponieren wollen" ("Како постати ајкула? - Весели водич за оне који желе да певају, пишу или компонују хитове"). Године 1972, непосредно пре њене смрти, њена аутобиографија "Der Himmel hat viele Farben" ("Небо има много боја") избила је на врх листе бестселера немачког магазина Шпигел.

### Дискографија Лале Андерсен
- 1939: Backboard ist links (Schiffsjungenlied)
- 1939: Der Junge an der Reling
- 1939: Lili Marleen (Das Lied eines jungen Soldaten auf der Wacht; преведена на преко 48, a наводно чак 80 језика; до краја 80-их година 20. века продато око 2 милиона копија плоче[22])
- 1941: Es geht alles vorüber, es geht alles vorbei
- 1941: Unter der roten Laterne von St. Pauli
- 1949: Schäferlied
- 1949: Die Fischer von Langeoog
- 1951: Blaue Nacht, o blaue Nacht am Hafen (оригинални наслов Jealous Heart)
- 1951: Spiel’ mir eine alte Melodie (оригинални наслов Simple Melody)
- 1952: Grüß mir das Meer und den Wind (оригинални наслов Please, Mister Sun)
- 1953: Fernweh (касније преведена на енглески као Helpless)
- 1953: Ich werd’ mich an den Jonny schon gewöhnen
- 1954: Kleine Nachtmusik (инспирисана Моцартом)
- 1958: Jan von Norderney
- 1958: Dreigroschenopersongs
- 1958: Die Dame von der Elbchaussee
- 1958: Hein Mück
- 1959: Ein Schiff wird kommen (оригинални наслов грч. Τα Παιδιά του Πειραιά - срп. Деца Пиреја; до краја 80-их година 20. века продато више од 800.000 копија плоче[22])
- 1959: Blue Hawaii
- 1961: Einmal sehen wir uns wieder (песма која је представљала Немачку на Избору за песму Евровизије 1961. године)
- 1961: Wenn du heimkommst (касније преведена на енглески као Happy Journey)
- 1963: He, hast du Feuer, Seemann?
- 1963: Die kleine Bank im Alsterpark
- 1964: In Hamburg sind die Nächte lang (касније преведена на енглески као In Hamburg When the Nights Are Long)
- 1963: Mein Leben, meine Lieder (Musikalische Memoiren)
- 1964: Was ist ein Strand ohne Wind und Meer
- 1969: Der Rummelplatz am Hafen
- 1971: Geh’ nicht zurück aufs Meer (оригинални наслов Ruby, Don’t Take Your Love to Town)

## Филмска каријера
Током рата Лале Андерсен је одиграла мању улогу у једном пропагандном филму, у коме је певала неколико песама на енглеском језику. После рата глумила је у више, дугометражних и ТВ филмова, као и у ТВ серијама.

### Филмографија Лале Андерсен
| Година | Оригинални наслов                                                  | Улога                        | Режисер                    | Напомена                    |
| ------ | ------------------------------------------------------------------ | ---------------------------- | -------------------------- | --------------------------- |
| 1942   | G.P.U.                                                             | певачица у клубу у Гетеборгу | Карл Ритер                 | пропагандни нацистички филм |
| 1953   | Rote Rosen, rote Lippen, roter Wein                                | енглеска певачица            | Пол Мартин                 |                             |
| 1956   | Parodie und Prosa - Vor und hinter den Kulissen eines Varietés     | главна улога                 |                            | музички ТВ филм             |
| 1956   | Like Once Lili Marleen                                             | певачица "Лили марлен"       | Пол Верховен               |                             |
| 1963   | Von der Spree zu den Alpen und zur See - Eine Flugreise mit Gästen |                              | Карл Бенгел, Зигмар Борнер | ТВ филм                     |
| 1968   | Einer fehlt beim Kurkonzert                                        | Агата Брокзибен              | Јирген Роланд              | ТВ филм                     |
| 1971   | Der Pott                                                           | стражарка                    | Петер Задек                | ТВ филм                     |

Осим у наведеним филмовима, у којима се појављује као глумица, Лале Андерсен наступила је као она сама у укупно 55 дугометражних, документарних, ТВ филмова и серија.

### Филмови и серије у којима су коришћене песме у извођењу Лале Андерсен
| Година    | Оригинални наслов                | Напомена                   | Песма                                |
| --------- | -------------------------------- | -------------------------- | ------------------------------------ |
| 1961      | Такмичење за песму евровизије    | ТВ специјал                | Einmal sehen wir uns wieder          |
| 1962      | Das süsse Leben des Grafen Bobby | крими комедија             | Blaue Nacht am Hafen                 |
| 1973      | Eight Hours Don't Make a Day     | мини ТВ серија - 1 епизода | Blaue Nacht am Hafen                 |
| 1976      | Singing During the Occupation    | документарни филм          | Lili Marleen                         |
| 1986      | The Singing Detective            | мини ТВ серија - 2 епизоде | Lili Marleen (у обе епизоде)         |
| 1995      | Подземље                         | драма                      | Lili Marleen                         |
| 1992-1998 | Tohuwabohu                       | ТВ серија - 2 епизоде      | Oh, mein Papa Ein Schiff wird kommen |
| 2009      | Bititsch                         | кратки филм                | Mademoiselle aus Paris               |
| 2012      | Battle Force                     | ратни                      | Lili Marleen                         |
| 2015      | Papa Hemingway in Cuba           | биографски                 | Lili Marleen                         |

## Смрт
Последње године Лале Андерсен провела је у својој кући на острву Лангеог. Умрла је у Бечу, у 67. години, од рака јетре. Урна са њеним пепелом положена је на гробљу Dünenfriedhof, на острву.

## Занимљивости
Права љубав Лале Андерсен био је швајцарски композитор, а касније и директор опере у Хамбургу и Паризу, Ролф Либерман. Лале о њиховом односу детаљно говори у својој аутобиографији „Небо има пуно боја", објављеној 1972. године. Рајнер Вернер Фасбиндер је 1981. године снимио филм „Лили Марлен", засновао је на овој љубавној причи.
Године 2013. У најави је било снимање филма Љубавник Лили Марлен. Најављивано је да ће филм бити сниман у српско-немачкој продукцији, према тексту Миодрага Илића, познатог драмског писца и романсијера. Основа приче била је измаштана љубавна прича између немачке певачице Лале Андерсен, која се прославила певајући "Лили Марлен" и Душка, београдског пијанисте. Прича је заснована на биографским детаљима из живота певачице, али и надограђен њеним измишљеним доласком у Београд 1942. године и љубавном романсом. Главну мушку улогу, пијанисту Душка, требало је да игра Радивоје Раша Буквић.